# チャールズ・ダベンポート
チャールズ・ベネディクト・ダベンポート（Charles Benedict Davenport, 1866年6月1日 - 1944年2月18日）は、アメリカ合衆国の動物学者。主著は1911年の『優生学と形質遺伝の関係』と1929年の『ジャマイカにおける人種混血』である。

## 人物
ダベンポートはコネチカット州スタンフォードに生まれた。ハーバード大学に進み1892年には生物学で博士号を取得している。1894年に結婚した。そして母校ハーバード大において動物学の専任講師となる。
ダベンポートは定量的な分類学の草分け的な業績によって同時代のアメリカの生物学者の中でも卓越した地位を確立する。フランシス・ゴルトンやカール・ピアソンらによって切り開かれた進化の現象について計量生物学的手法を用いるアプローチを非常に尊敬していて、ピアソンが発行する雑誌"Biometrika"の編集委員を務めた。しかし、メンデルの遺伝の法則の再発見の後、彼は転向してメンデル遺伝学派の主要人物となるのであった。
1910年、彼はCold Spring Harbor Laboratoryの所長となり、そこに優生学記録局を設立した。そして彼は人類遺伝学の研究を開始し、後年その努力の大半は優生学を推進するために費やされた。1911年の彼の著作Heredity in Relation to Eugenics（優生学と形質遺伝の関係。日本語訳は大日本文明協會編『人種改良学』大日本文明協會、1914年）はアメリカ優生学史上に残る主要な仕事であり、大学における教科書として何年にも亙って使用された。その翌年ダベンポートは米国科学アカデミーの会員に選出された。
ダベンポートは助手と共に、白人と黒人との異種族間混血についての包括的かつ定量的な接近を試みもした。その結果は1929年の著作Race Crossing in Jamaica（ジャマイカにおける人種混血）として発表されたが、これは、黒人と白人の間で生まれた混血の子供は生物学的にも文化的にも劣っているという統計学的な証拠が示されたと称するものだった。これは今日では科学的人種差別と見なされているし、またその当時においても示されているデータから遠くかけ離れた（時には正反対の）結論であると批判されていた。
ダベンポートは第二次世界大戦の前と戦中を通して、ナチス・ドイツのさまざまな研究所や出版物とつながりがあった。それらの事情は社会学者のStefan Kühlによって克明に記録されている。たとえばダベンポートは当時ドイツにおいて影響力のあった2つの学術誌（いずれも1935年創刊）の編集委員であったし、1939年にはOtto Recheに対する記念論文集に寄稿している。Otto Recheは東ドイツにおいて、当時劣っているとされた人種の隔離政策にかかわった、重要な人物である。

## 主な著作
- Observations on Budding in Paludicella and Some Other Bryozoa (1891)
- On Urnatella Gracilis (1893)
- Experimental Morphology (1897-99)
- Statistical Methods, with Special References to Biological Variation (1899; second edition, 1904)
- Introduction to Zoölogy, with Gertrude Crotty Davenport (1900)
- Inheritance in Poultry, Carnegie Institution Publication, No, 52 (Washington, 1906)
- Inheritance of Characteristics in Domestic Fowl, Carnegie Institution Publication, No. 121 (Washington, 1909)
- Heredity in Relation to Eugenics (1911)
- Heredity of Skin-Color in Negro-White Crosses, Carnegie Institution Publication, No. 188 (1913)
- Race Crossing in Jamaica (1929)